# Вплив зміни клімату на здоров’я людини

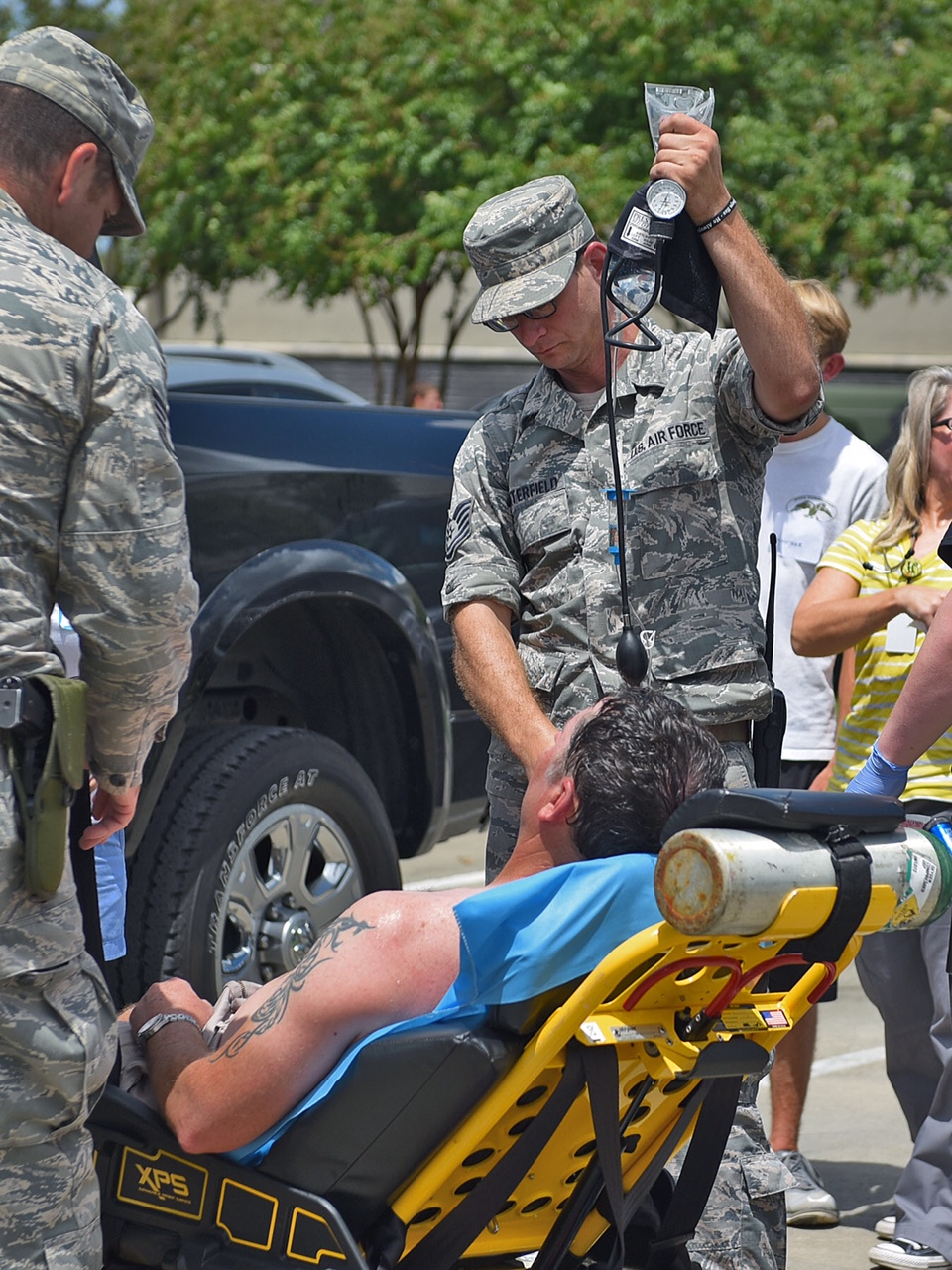
Лікування теплового удару в Батон-Руж під час повені в Луїзіані 2016 року. Зміна клімату робить хвилі спеки більш поширеними, що потенційно може призвести до підвищення ризику теплового удару.

Вплив зміни клімату на здоров'я людини все більше вивчається та кількісно вимірюється. Зміни поділяються на три основні категорії: (i) прямі наслідки (наприклад, через хвилі спеки, екстремальні погодні явища), (ii) впливи пов'язаних із кліматом змін екологічних систем і взаємозв'язків (наприклад, урожайність сільськогосподарських культур, продуктивність моря) та (iii) більш непрямі наслідки, такі як зубожіння, переміщення та проблеми з психічним здоров'ям.
Якщо говорити точніше, зв'язок між здоров'ям і спекою включає такі основні аспекти: вплив хвиль спеки на вразливі верстви населення, смертність, пов'язану зі спекою, зниження працездатності працівників, які працюють поза приміщеннями, і вплив на психічне здоров'я. Існує цілий ряд чутливих до клімату інфекційних захворювань, які можуть збільшитися в деяких регіонах, наприклад, хвороби, що передаються комарами, холера та деякі хвороби, що передаються через воду. Екстремальні погодні явища (повені, урагани, посухи, лісові пожежі) також сильно впливають на здоров'я через травми, хвороби та забруднення повітря у випадку лісових пожеж. Іншими непрямими наслідками зміни клімату для здоров'я можуть бути погіршення продовольчої безпеки, недоїдання та водопостачання.
Уразливі групи населення особливо вразливі до впливу зміни клімату. :15 Наприклад, маленькі діти та літні люди найбільш вразливі до сильної спеки.
Наслідки зміни клімату для здоров'я все більше викликають занепокоєння міжнародної спільноти, що займається політикою охорони здоров'я. Уже в 2009 році у відомому загальномедичному журналі The Lancet була опублікована публікація: «Зміна клімату є найбільшою глобальною загрозою здоров'ю ХХІ століття». Це було повторено в заяві Всесвітньої організації охорони здоров'я в 2015 році. У 2019 році Австралійська медична асоціація офіційно оголосила зміну клімату надзвичайною ситуацією.
Дослідження показали, що комунікація про зміну клімату з більшою ймовірністю призведе до залучення громадськості, якщо вона розглядається як проблема здоров'я, а не просто як екологічна проблема.

## Фон

### Наслідки зміни клімату
Зміна клімату впливає на фізичне середовище, екосистеми та людські суспільства. Зміни в кліматичній системі включають загальну тенденцію до потепління, більш екстремальну погоду та підвищення рівня моря. Вони, у свою чергу, впливають на природу та дику природу, а також на людські поселення та суспільства. Наслідки зміни клімату, викликаної діяльністю людини, є широкомасштабними та далекосяжними, особливо якщо не вжити значних кліматичних заходів. Прогнозовані та спостережувані негативні наслідки зміни клімату іноді називають кліматичною кризою.
Зміни клімату на всій Землі нерівномірні. Зокрема, більшість ділянок суші нагріваються швидше, ніж більшість океанів, а Арктика нагрівається швидше, ніж більшість інших регіонів. Серед наслідків зміни клімату для океанів є підвищення температури океану, підвищення рівня моря внаслідок потепління океану та танення крижаного покриву, посилення стратифікації океану та зміни океанічних течій, включаючи послаблення атлантичної меридіональної циркуляції.:10  Вуглекислий газ з атмосфери створює підкислення океану.
Недавнє потепління сильно вплинуло на природні біологічні системи. Це призвело до деградації землі через підвищення температури, висихання ґрунтів і підвищення ризику лісових пожеж.:9 Багато видів у всьому світі мігрують до полюса до холодніших областей. На суші багато видів переміщуються на висоту, тоді як морські види шукають холоднішу воду на більшій глибині. При потеплінні на 2 °C (3,6 °F) близько 10 % видів на суші опинилися б під загрозою зникнення.:259

### Вразливість до зміни клімату
У звіті за 2021 рік, опублікованому в The Lancet виявлено, що зміна клімату не однаково впливає на здоров'я людей. Найбільший вплив, як правило, припадає на найбільш уразливі верстви населення, такі як бідні, жінки, діти, люди похилого віку, люди з уже існуючими проблемами зі здоров'ям, інші меншини та працівники, які працюють на природі.:13
Існують певні предиктори стану здоров'я людей, які визначатимуть соціальну вразливість людей. Їх можна згрупувати за «демографічними, соціально-економічними, житловими, медичними (наприклад, наявними станами здоров'я), сусідськими та географічними факторами».

## Типи шляхів впливу на здоров'я

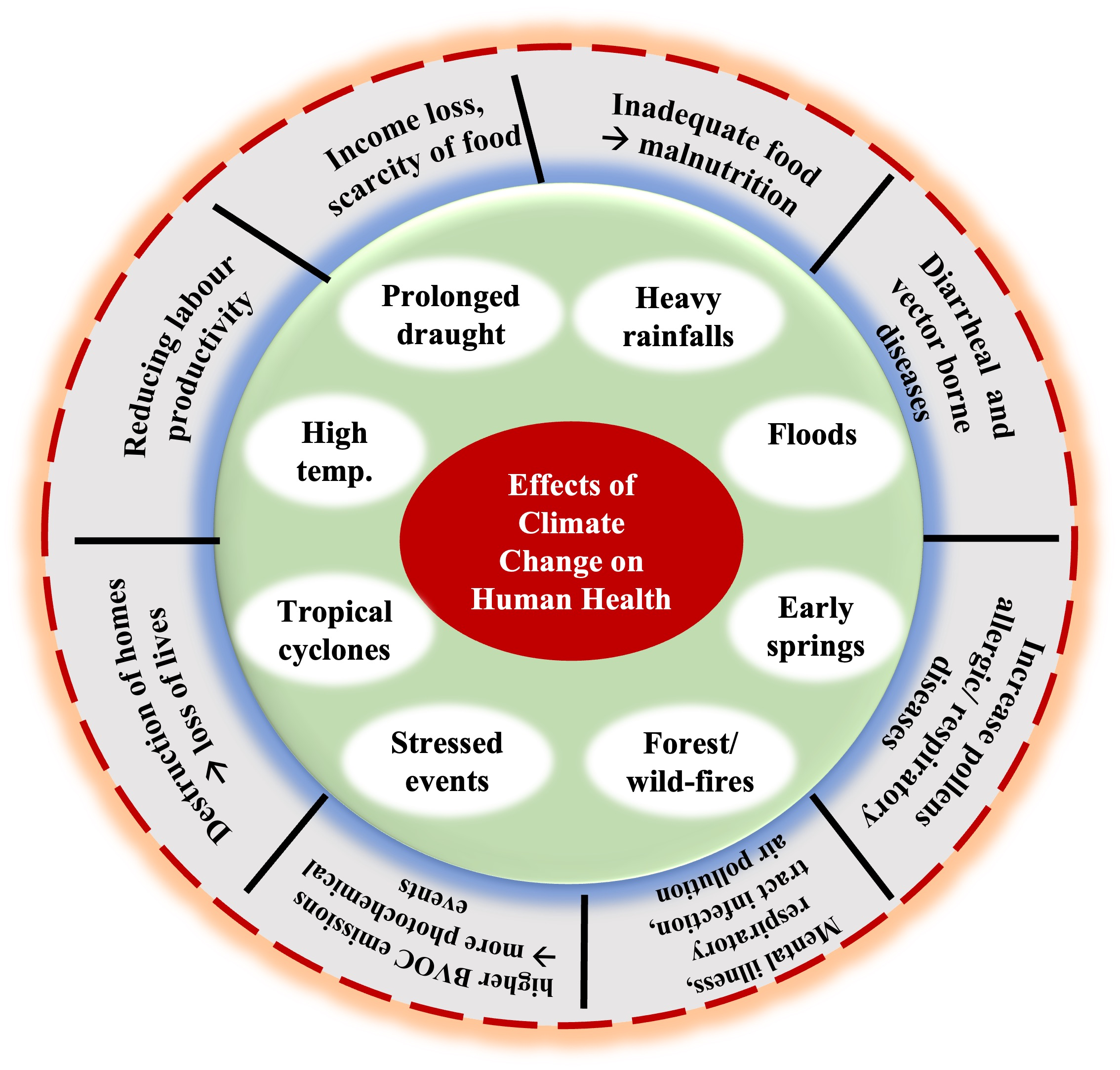
Ілюстрація впливу зміни клімату на здоров'я людини

Зміна клімату пов'язана з наслідками для здоров'я трьома основними шляхами::Figure 2
- Прямі механізми або ризики: зміни екстремальних погодних умов і, як наслідок, посилення штормів, повеней, посух, хвиль спеки (сюди також підходять лісові пожежі).[4]
- Непрямі механізми або ризики: вони опосередковані змінами в біосфері (наприклад, у тягарі хвороб і розповсюдженні переносників хвороб, або доступності їжі, якості води, забрудненні повітря, змінах у землекористуванні, екологічних змінах).
- Соціальна динаміка (вік і стать, стан здоров'я, соціально-економічний статус, соціальний капітал, інфраструктура громадського здоров'я, мобільність і конфліктний статус).

Ці ризики для здоров'я відрізняються в різних країнах світу. Наприклад, відмінності в наданні медичних послуг або економічному розвитку призведуть до різних ризиків для здоров'я людей у різних регіонах.

## Огляд впливу на здоров'я

### Загальний вплив на здоров'я
Прямі, непрямі та соціальні динамічні наслідки зміни клімату на здоров'я та добробут спричиняють такі наслідки для здоров'я: серцево-судинні захворювання, респіраторні захворювання, інфекційні захворювання, недоїдання, психічні захворювання, алергії, травми та отруєння.:Figure 2
На здоров'я та надання медичних послуг також може вплинути крах систем охорони здоров'я через кліматичні події, такі як повені. Тому побудова систем охорони здоров'я, стійких до зміни клімату, є пріоритетом.:15

### Вплив на психічне здоров'я

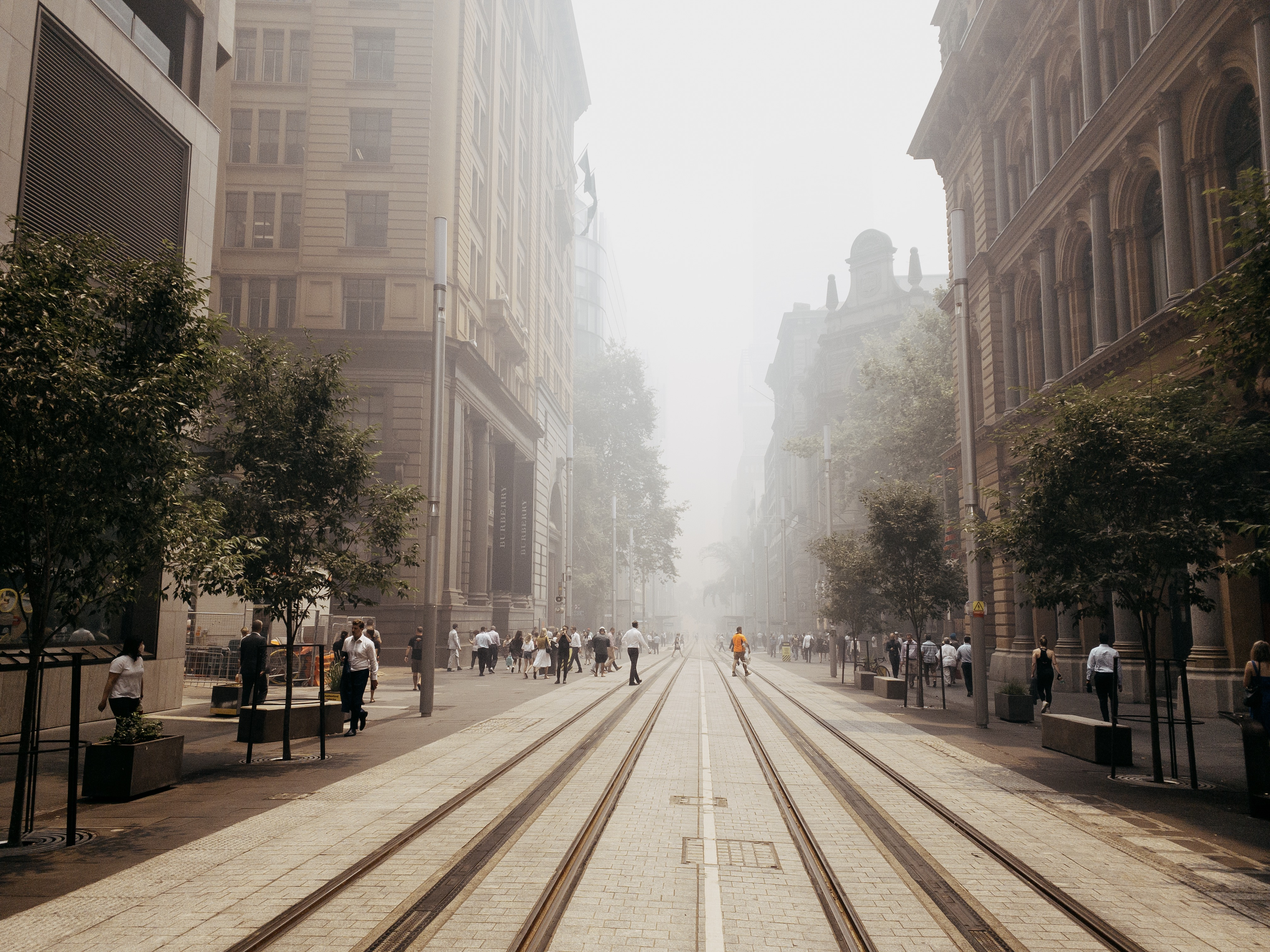
Смог у Сіднеї (Австралія) від великих лісових пожеж (у 2019 році) прямо вплинув на психічне здоров'я деяких людей. Зміна клімату збільшує ймовірність лісових пожеж.

Вплив зміни клімату на психічне здоров'я та благополуччя може бути негативним, особливо для вразливих груп населення та тих, хто вже має серйозні психічні захворювання. Є три широкі шляхи, якими можуть відбуватися ці ефекти: прямо, опосередковано або через усвідомлення. Прямий шлях включає стани, пов'язані зі стресом, спричинені впливом екстремальних погодних явищ, таких як посттравматичний стресовий розлад (ПТСР). Наукові дослідження пов'язують наслідки психічного здоров'я з декількома кліматичними впливами — спекою, вологістю, опадами, посухою, лісовими пожежами та повенями. Непрямий шлях може полягати через порушення економічної та соціальної діяльності, наприклад, коли площа сільськогосподарських угідь менш здатна виробляти їжу. Третій шлях може полягати в простому усвідомленні загрози зміни клімату, навіть тими особами, на яких вона не впливає.
Результати психічного здоров'я вимірювалися в кількох дослідженнях за такими показниками, як госпіталізація в психіатричні лікарні, смертність, рівень самоушкоджень і самогубств. До вразливих груп населення та етапів життя належать люди з уже наявними психічними захворюваннями, корінні народи, діти та підлітки. Емоційна реакція на загрозу зміни клімату може включати екологічну тривогу, екологічне горе та екологічний гнів. Такі емоції можуть бути раціональною реакцією на деградацію природного світу та призводити до адаптаційних дій.
Оцінити точні наслідки зміни клімату для психічного здоров'я важко; Підвищення екстремальної спеки створює ризики для психічного здоров'я, що може проявлятися у частішій кількості госпіталізацій у зв'язку з психічним здоров'ям і схильності до самогубства.:9

## Вплив, викликаний теплом
Вплив вищих глобальних температур матиме наслідки для таких аспектів: вразливість до екстремальної спеки, вплив хвиль спеки на вразливе населення, спека та фізична активність, зміна працездатності, спека та настрій (психічне здоров'я), смертність, пов'язана зі спекою.
Середня глобальна температура та температура поверхні суші та океану вказують на потепління на 1,09 °C (діапазон: від 0,95 до 1,20 °C) з 1850—1900 до 2011—2020 на основі кількох незалежно створених наборів даних. Починаючи з 1970-х років ця тенденція розвивається швидше, ніж за будь-який інший 50-річний період принаймні за останні 2000 років.

### Вплив спеки на здоров'я вразливих людей
До вразливих людей щодо теплових захворювань належать люди з низькими доходами, групи меншин, жінки (зокрема вагітні), діти, люди похилого віку (старше 65 років), люди з хронічними захворюваннями, інвалідністю та супутніми захворюваннями.:13 Крім того, до групи ризику входять люди, які живуть у містах (через ефект міського теплового острова), працівники, які працюють на природі, і люди, які приймають певні ліки, що відпускаються за рецептом. Вплив екстремальної спеки становить гостру небезпеку для здоров'я багатьох людей, які вважаються вразливими.
Зміна клімату збільшує частоту та серйозність хвиль спеки, а отже, і тепловий стрес для людей. Реакція людини на тепловий стрес може включати тепловий удар і гіпертермію. Екстремальна спека також пов'язана з низькою якістю сну, гострим ураженням нирок і ускладненнями під час вагітності. Крім того, це може спричинити загострення вже існуючих серцево-судинних та респіраторних захворювань.:1624 До несприятливих наслідків вагітності через високу температуру навколишнього середовища належать, наприклад, низька вага при народженні та передчасні пологи.:1051 Хвилі спеки також призвели до епідемій хронічної хвороби нирок (ХХН). Тривалий вплив тепла, фізичне навантаження, зневоднення є достатніми факторами для розвитку ХХН.
Людське тіло потребує випарного охолодження, щоб запобігти перегріванню, навіть при низькому рівні активності. За надмірної температури та вологості навколишнього середовища під час спеки адекватне охолодження через випаровування може бути порушено.
Надто висока температура за вологим термометром означає, що людське тіло більше не зможе належним чином охолоджувати шкіру. Температура по вологому термометру 35 °C вважається межею для людини (так званий «фізіологічний поріг адаптації людини» до тепла та вологості).:1498 Станом на 2020 рік лише дві метеостанції зафіксували 35 °C за вологим термометром, і лише дуже коротко, але очікується, що частота та тривалість цих явищ зростуть із триваючими змінами клімату. Глобальне потепління вище 1,5 градуса ризикує зробити частини тропіків непридатними для проживання, оскільки поріг температури за вологим термометром може бути перевищений.
Люди з проблемами когнітивного здоров'я (наприклад, депресія, деменція, хвороба Паркінсона) піддаються більшому ризику, коли стикаються з високими температурами, тому повинні бути особливо обережними., оскільки було показано, що тепло по-різному впливає на когнітивну продуктивність. Людям з діабетом, надмірною вагою, недосипанням або серцево-судинними/цереброваскулярними захворюваннями слід уникати надмірного впливу тепла.
Ризик смерті від хронічного захворювання легенів під час спеки оцінюється на 1,8-8,2 % вище порівняно із середньою літньою температурою. За оцінками, рівень госпіталізації людей із ХОЗЛ збільшується на 8 % на кожну 1 Підвищення температури понад 29 °C °C.

#### У містах

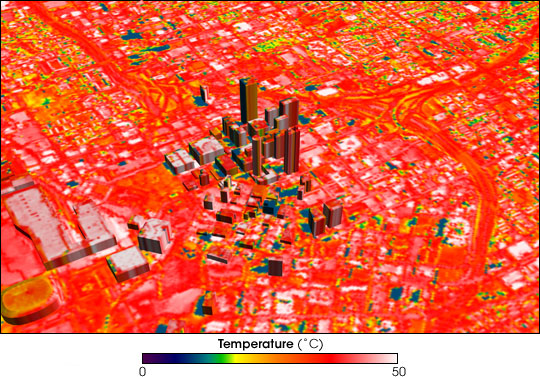
Посилення хвиль спеки є одним із наслідків зміни клімату, який впливає на здоров'я людини. Ілюстрація впливу спеки в містах на карті розподілу температури: червоним позначено теплі області, білим — гарячі.

Наслідки теплових хвиль, як правило, більш виражені в міських районах, оскільки вони зазвичай тепліші, ніж навколишні сільські райони через ефект міського теплового острова.:2926 Це викликано тим, як побудовано багато міст. Наприклад, вони часто мають великі площі з асфальтом, мало зелені, а також багато великих теплозберігаючих будівель, які фізично блокують прохолодний вітер і вентиляцію. Ще однією причиною є відсутність водних об'єктів.:2926
Екстремальна спека в містах із температурою за мокрим термометром вище 30 З 1983 по 2016 рік °C зросла втричі. Він збільшився приблизно на 50 %, якщо не брати до уваги зростання населення цих міст.
Міста часто перебувають на першій лінії кліматичних впливів через щільну концентрацію населення, ефект міського теплового острова, їх часту близькість до узбережжя та водних шляхів, а також залежність від застарілих мереж фізичної інфраструктури.

### Смертність через спеку
Експерти в галузі охорони здоров'я попереджають, що «вплив екстремальної спеки підвищує ризик смерті від серцево-судинних, цереброваскулярних і респіраторних захворювань, а також смертність від усіх причин. У 2019 році кількість смертей, пов'язаних із спекою, серед людей старше 65 років досягла рекордного рівня в 345 000 смертей».:9
Понад 70 000 європейців померли внаслідок спеки в Європі 2003 року. Крім того, понад 2000 людей померли в Карачі, Пакистан, у червні 2015 року через хвилю сильної спеки з температурою до 49 °C (120 °F). За підрахунками 2020 року в Сполучених Штатах щороку в результаті впливу сильної спеки помирає понад 1300 людей.
Збільшення доступу до внутрішнього охолодження (кондиціонування повітря) допоможе запобігти смертності через спеку, але поточна технологія кондиціонування повітря загалом є нежиттєздатною, оскільки сприяє викидам парникових газів, забрудненню повітря, піковому попиту на електроенергію та міським тепловим островам.:17
Смертність через хвилі спеки можна було б зменшити, якби будівлі були краще спроектовані для зміни внутрішнього клімату або якби мешканці були краще обізнані щодо проблем, щоб вони могли вчасно вжити заходів. Системи раннього попередження та реагування на хвилі спеки є важливими елементами планів дій у сфері спеки.

### Знижена працездатність
Вплив тепла може вплинути на працездатність людей.:8 Щорічний Countdown Report від The Lancet досліджував зміну працездатності як індикатор. Було встановлено, що протягом 2021 року висока температура скоротила глобальні потенційні робочі години на 470 мільярдів — це на 37 % більше порівняно із середньорічними втратами, які мали місце в 1990-х роках. Професійний вплив тепла особливо впливає на робітників у сільськогосподарському секторі країн, що розвиваються. У цих країнах переважна більшість цих втрат робочої години (87 %) припадає на сільськогосподарський сектор.:1625
Робота в сильну спеку може призвести до зниження продуктивності робочої сили, а також участі, оскільки здоров'я працівників може бути слабшим через проблеми зі здоров'ям, пов'язані зі спекою, такі як зневоднення, втома, запаморочення та сплутаність свідомості.:1073–1074

### Спорт і фізичні вправи на свіжому повітрі
Стосовно спортивних заходів було помічено, що «спекотна погода зменшує ймовірність занять спортом».:1625 Крім того, заняття спортом під час сильної спеки можуть призвести до травм або навіть смерті.:1073–1074 Також добре відомо, що регулярна фізична активність корисна для здоров'я людини, в тому числі психічного.:1625 Таким чином, збільшення спекотних днів через зміну клімату може опосередковано вплинути на психічне здоров'я через те, що люди менше займаються спортом.
Проте докази щодо годин фізичних вправ на свіжому повітрі все ще слабкі: огляд у 2021 році повідомив про збільшення кількості годин на рік, протягом яких температура була надто високою для безпечних фізичних вправ на відкритому повітрі (Індикатор 1.1.3).:1625 Але подальший огляд у наступному році не надав таких же даних, але повідомив про збільшення «годин помірного ризику теплового стресу під час легкої фізичної активності на свіжому повітрі».:1625

## Впливи, спричинені погодними та кліматичними явищами, крім спеки

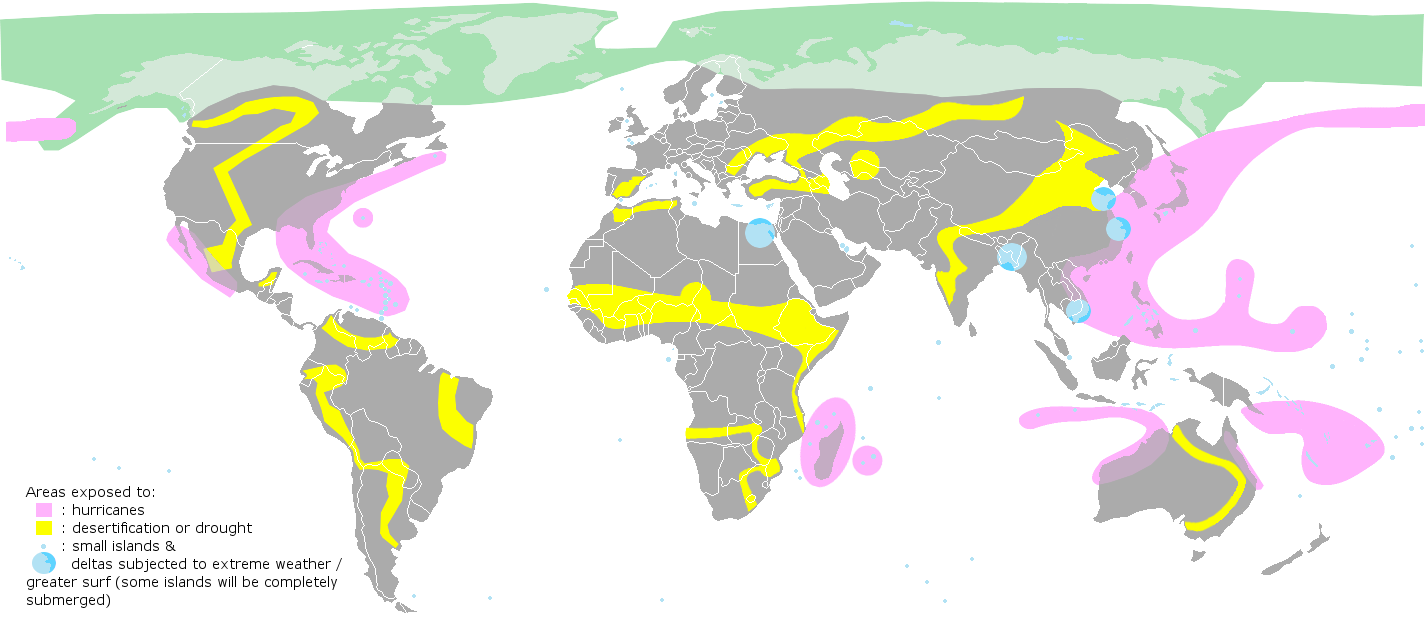
Схематичне зображення регіонів, де через зміну клімату станеться більше катастроф

Зміна клімату збільшує періодичність та інтенсивність деяких екстремальних погодних явищ. Впевненість у відношенні екстремальних погодних умов до антропогенних змін клімату є найвищою у змінах частоти або величини екстремальної спеки та холоду з певною достовірністю щодо збільшення сильних опадів та збільшення інтенсивності посух.
Екстремальні погодні явища, такі як повені, урагани, посухи та лісові пожежі, можуть призвести до травм, смерті та поширення інфекційних захворювань. Наприклад, локальні епідемії можуть виникати через втрату інфраструктури, такої як лікарні та санітарні служби, а також через зміни місцевої екології та навколишнього середовища.

### Повені
Через збільшення кількості сильних дощів очікується, що повені стануть більш серйозними в майбутньому, коли вони трапляться.:1155 Однак взаємодія між опадами та повенями є складною. Насправді в деяких регіонах очікується, що повені стануть рідшими. Це залежить від кількох факторів, таких як зміни дощу та танення снігу, а також від вологості ґрунту.:1156 Повені мають короткострокові та довгострокові негативні наслідки для здоров'я та добробуту людей. Короткострокові наслідки включають смертність, травми та захворювання, тоді як довгострокові наслідки включають неінфекційні захворювання та психосоціальні аспекти здоров'я.
Наприклад, під час повені в Пакистані 2022 року (яка, ймовірно, була сильнішою через зміну клімату) здоров'я людей постраждало різними прямими та непрямими способами. Були спалахи таких захворювань, як малярія, денге та інші шкірні захворювання.

### Урагани і грози
Сильніші урагани створюють більше можливостей для розмноження переносників і процвітання інфекційних захворювань. Екстремальна погода також означає сильніші вітри. Ці вітри можуть переносити переносників на десятки тисяч кілометрів, що призводить до занесення нових інфекційних агентів у регіони, які ніколи раніше їх не бачили, що робить людей у цих регіонах ще більш сприйнятливими.
Іншим наслідком ураганів є збільшення дощової води, яка сприяє повеням. Урагани призводять до розриву пилкових зерен, що вивільняє респірабельні аероалергени. Грози спричиняють концентрацію пилкових зерен на рівні землі, що спричиняє збільшення вивільнення алергенних частинок в атмосферу внаслідок розриву осмотичним шоком. Приблизно через 20–30 хвилин після грози у людей з алергією на пилок підвищується ризик важких загострень астми через вдихання високої концентрації алергенних пептидів.

### Посухи
Зміна клімату впливає на численні фактори, пов'язані з посухами, наприклад, кількість дощу та швидкість його повторного випаровування. Потепління над сушею збільшує серйозність і частоту посух у більшій частині світу.:1057 Багато наслідків посухи впливають на здоров'я людини. Це може бути через знищення запасів їжі (втрата врожаю), недоїдання, а разом з цим десятки пов'язаних із цим захворювань і проблем зі здоров'ям.

### Лісові пожежі

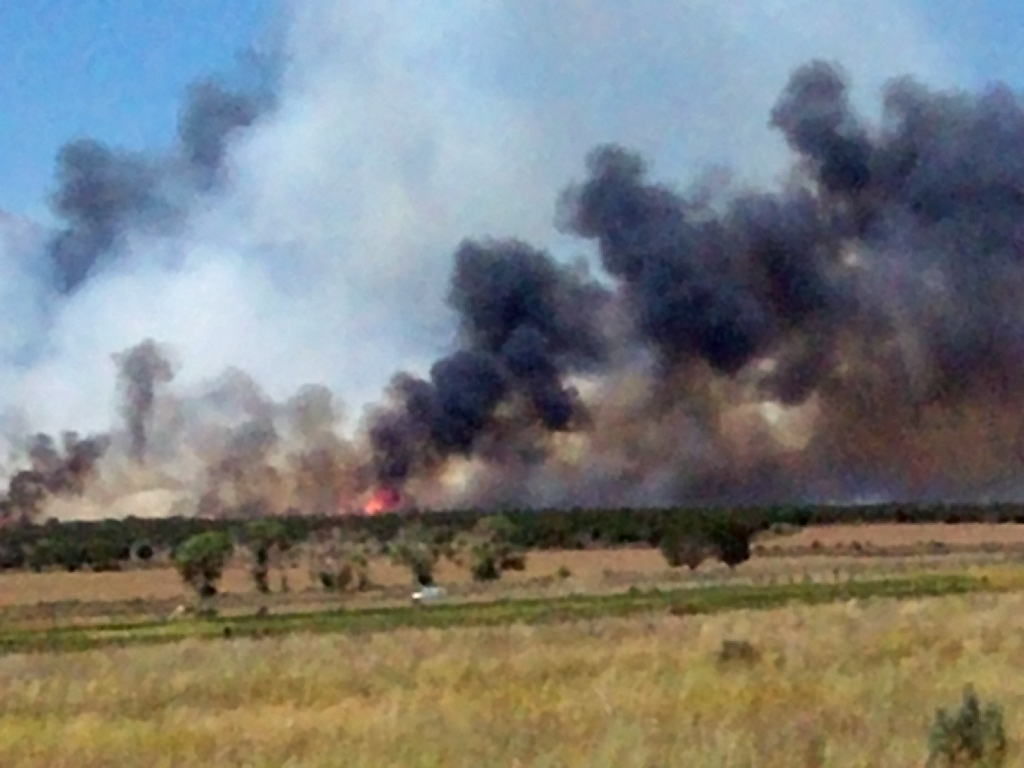
Забруднення повітря внаслідок наземної пожежі в західній пустелі штату Юта. Лісові пожежі стають частішими та інтенсивнішими через зміну клімату.

Зміна клімату збільшує потенціал і активність лісових пожеж. Зміна клімату призводить до підвищення температури ґрунту, і її наслідки включають раніші дати танення снігу, більш суху, ніж очікувалося, рослинність, збільшення кількості потенційних днів пожежі, збільшення кількості літніх посух і тривалий сухий сезон.
Деревний дим від лісових пожеж утворює тверді частинки, які завдають шкоди здоров'ю людини. Основними забруднювачами деревного диму є оксид вуглецю та оксид азоту. Через знищення лісів та створеної людиною інфраструктури дим лісових пожеж виділяє інші токсичні та канцерогенні сполуки, такі як формальдегід і вуглеводні. Ці забруднювачі завдають шкоди здоров'ю людини, уникаючи системи мукоциліарного очищення та осідаючи у верхніх дихальних шляхах, де вони справляють токсичну дію.
Наслідки впливу диму лісової пожежі на здоров'я включають загострення та розвиток респіраторних захворювань, таких як астма та хронічне обструктивне захворювання легень; підвищений ризик розвитку раку легенів, мезотеліоми та туберкульозу; підвищена гіперчутливість дихальних шляхів; зміни рівнів медіаторів запалення та факторів згортання; та інфекції дихальних шляхів.

## Ризики для здоров'я через інфекційні захворювання, чутливі до клімату
Інфекційні захворювання, чутливі до клімату, можна згрупувати на: трансмісивні (передаються через комарів, кліщів тощо), хвороби, що передаються через воду, та хвороби, що передаються через їжу.:1107 Зміна клімату впливає на поширення всіх цих захворювань.<sup about="#mwt483" class="reference nowrap" data-cx="[{&quot;adapted&quot;:true,&quot;partial&quot;:false,&quot;targetExists&quot;:true,&quot;mandatoryTargetParams&quot;:[],&quot;optionalTargetParams&quot;:[]}]" data-mw="{&quot;parts&quot;:[{&quot;template&quot;:{&quot;target&quot;:{&quot;wt&quot;:&quot;Rp&quot;,&quot;href&quot;:&quot;./Шаблон:Rp&quot;},&quot;params&quot;:{&quot;1&quot;:{&quot;wt&quot;:&quot;12&quot;}},&quot;i&quot;:0}}]}" data-ve-no-generated-contents="true" id="mwAgA" typeof="mw:Transclusion"><span title="Page / location: 12"><span typeof="mw:Entity">:</span><span typeof="mw:Entity"> </span>12<span typeof="mw:Entity"> </span></span></sup> Це відбувається, наприклад, через розширення географічного діапазону та сезонності цих хвороб та їх переносників.
Зміна клімату також може призвести до нових інфекційних захворювань через зміни географічного ареалу мікроорганізмів і переносників. Мікроби, шкідливі для людини, можуть адаптуватися до вищих температур, що дозволить їм виробити кращу толерантність до ендотермічного захисту людини.

### Трансмісивні хвороби

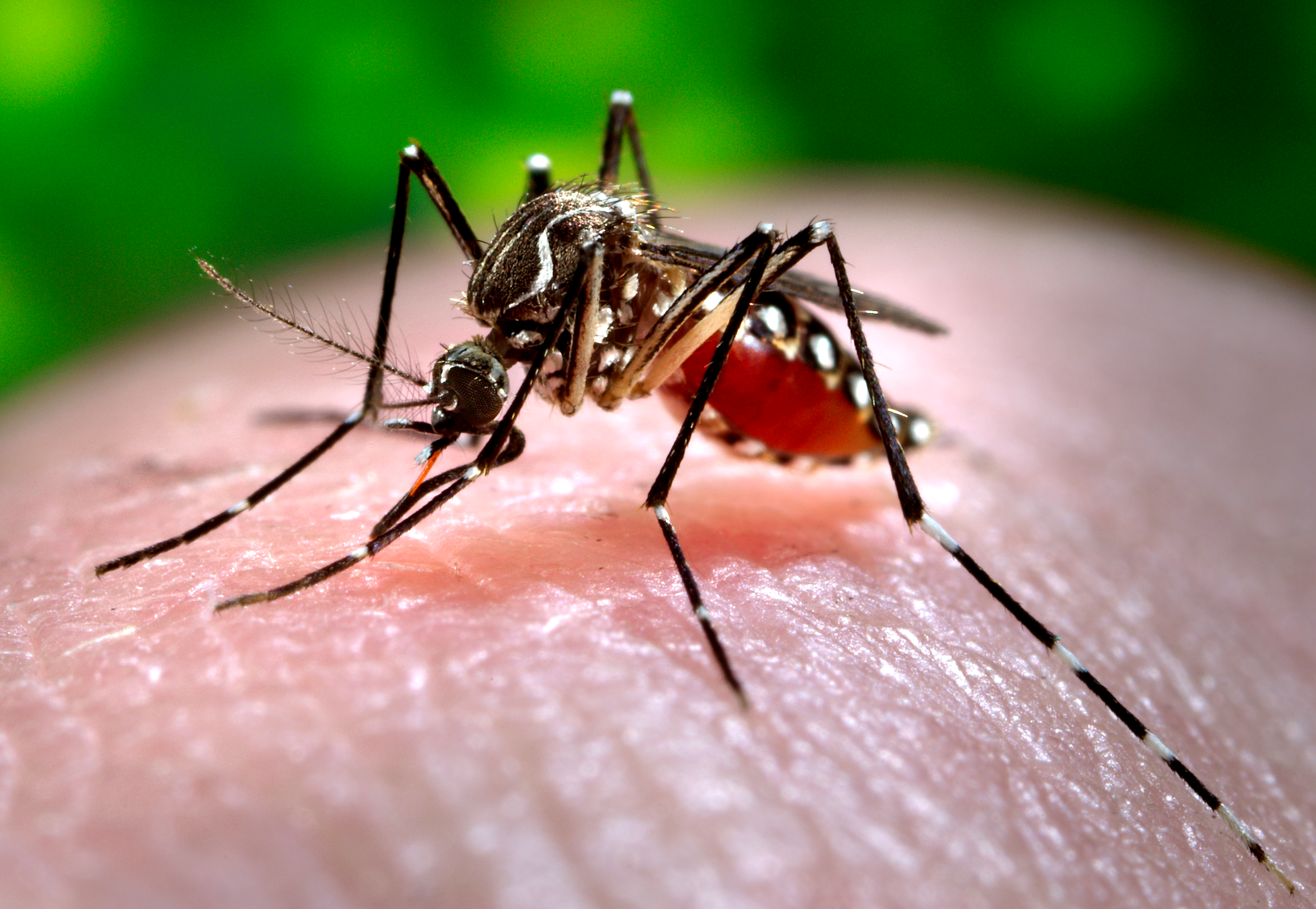
Aedes aegypti, комар, який є переносником лихоманки денге.

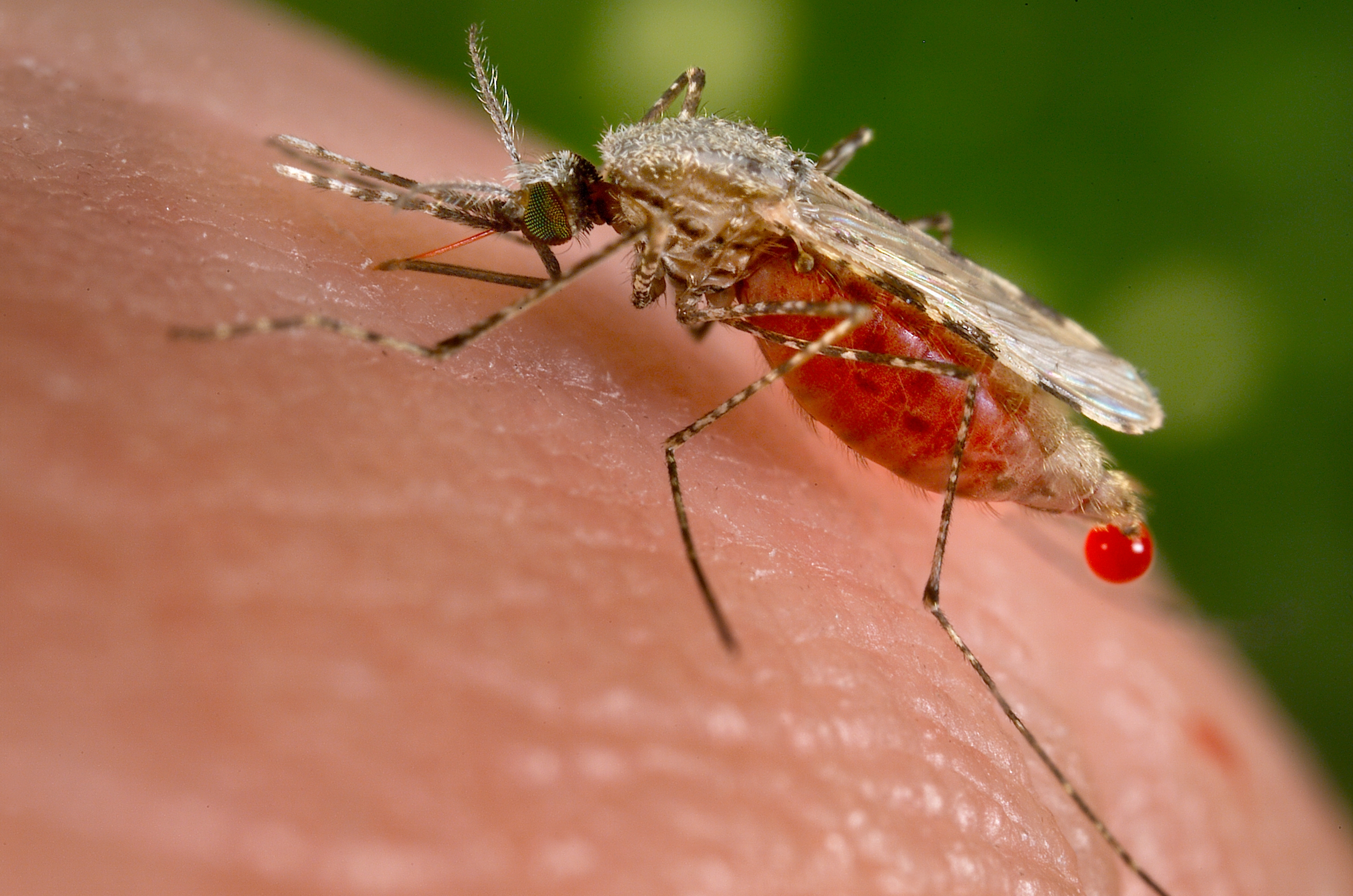
Комар Anopheles stephensi незабаром після отримання крові від людини (крапля крові викидається як надлишок). Цей комар є переносником малярії, і боротьба з комарами є ефективним способом зниження захворюваності.

#### Хвороби, що передаються комарами
Хвороби, що передаються комарами, чутливі до клімату, включають, наприклад, малярію, слоновість, лихоманку Рифт-Веллі, жовту лихоманку, лихоманку денге, вірус Зіка та чикунгунья. У 2022 році вчені виявили, що підвищення температури збільшує кількість територій, де можуть поширюватися лихоманка Денге, малярія та інші хвороби, які переносяться комарами.:1062 Вищі температури також просуваються до вищих висот, дозволяючи комарам виживати в місцях, які раніше були негостинні для них.:1045 Це загрожує поверненню малярії в райони, де її раніше було ліквідовано.

#### Захворювання від кліщів
Кліщі змінюють свій географічний ареал через підвищення температури, що ставить під загрозу нові популяції. Кліщі можуть поширювати хворобу Лайма та кліщовий енцефаліт. Очікується, що зміна клімату збільшить захворюваність на ці хвороби в Північній півкулі.:1094 Наприклад, огляд літератури показує, що «у США потепління на 2 °C може збільшити кількість випадків хвороби Лайма більш ніж на 20 % протягом наступних десятиліть і призвести до більш раннього початку та довшої тривалості щорічної хвороби Лайма. сезон». :1094

### Хвороби, що передаються водою
Існує цілий ряд хвороб і паразитів, що передаються через воду, які в майбутньому становлять більший ризик для здоров'я. Це залежить від регіону. Наприклад, в Африці Cryptosporidium spp. і Giardia duodenalis (два найпростіші паразити) збільшиться. Це пов'язано з підвищенням температури і посухою.:1095
Вчені очікують, що спалахи захворювань, спричинених вібріоном (зокрема, бактерією, яка викликає холеру, яка називається холерним вібріоном), зростають за кількістю та інтенсивністю.:1107 Однією з причин є те, що площа берегової лінії з придатними умовами для вібріонних бактерій збільшилася через зміни температури поверхні моря та солоності поверхні моря, спричинені зміною клімату. Ці збудники можуть викликати гастроентерит, холеру, ранові інфекції та сепсис. Було помічено, що в період 2011–21 рр. "територія узбережжя, придатна для передачі бактерій Vibrio, збільшилася на 35 % у Балтії, на 25 % на північному сході Атлантики та на 4 % на північному заході Тихого океану. Крім того, збільшення кількості днів з високою температурою, сильних опадів і повеней через зміну клімату може призвести до збільшення ризику холери.:1045

## Інші ризики для здоров'я під впливом зміни клімату

### Цвітіння шкідливих водоростей в океанах і озерах

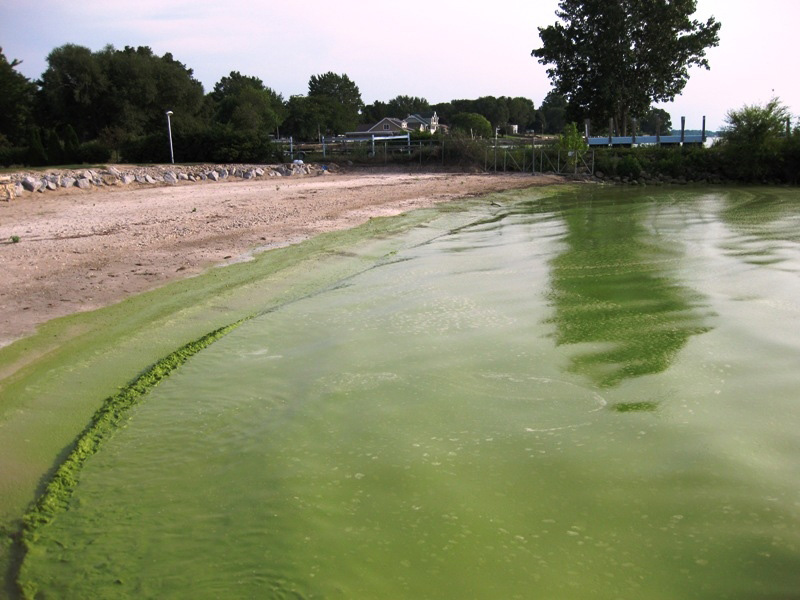
Цвітіння ціанобактерій (синьо-зелених водоростей) на озері Ері (США) у 2009 році. Ці види водоростей можуть викликати шкідливе цвітіння водоростей.

Потепління океанів і озер призводить до більш частого шкідливого цвітіння водоростей. Крім того, під час посухи поверхневі води ще більш сприйнятливі до шкідливого цвітіння водоростей і мікроорганізмів. Цвітіння водоростей збільшує каламутність води, задихаючи водні рослини, і може зменшити кисень, вбиваючи рибу. Деякі види синьо-зелених водоростей (ціанобактерії) створюють нейротоксини, гепатоксини, цитотоксини або ендотоксини, які можуть викликати серйозні, а іноді й смертельні, неврологічні захворювання, захворювання печінки та травлення у людей. Ціанобактерії найкраще ростуть при більш високих температурах (особливо вище 25 градусів за Цельсієм), тому регіони світу, які зазнають загального потепління внаслідок зміни клімату, також зазнають шкідливого цвітіння водоростей частіше та протягом тривалих періодів часу.
Однією з таких водоростей, що виробляють токсини, є Pseudo-nitzschia fraudulenta. Цей вид виробляє речовину під назвою домоїнова кислота, яка викликає амнезійне отруєння молюсків. Було показано, що токсичність цього виду зростає з підвищенням концентрації CO2, пов'язаної з підкисленням океану. Деякі з найпоширеніших захворювань, про які повідомляється через шкідливе цвітіння водоростей, включають: Отруєння рибою Ciguatera, паралітичне отруєння молюсками, отруєння азаспірацидом молюсків, отруєння молюсками, викликане діареєю, нейротоксичне отруєння молюсками та згадане вище отруєння молюсками з амнезією.

### Тягар для здоров'я, пов'язаний з озоном

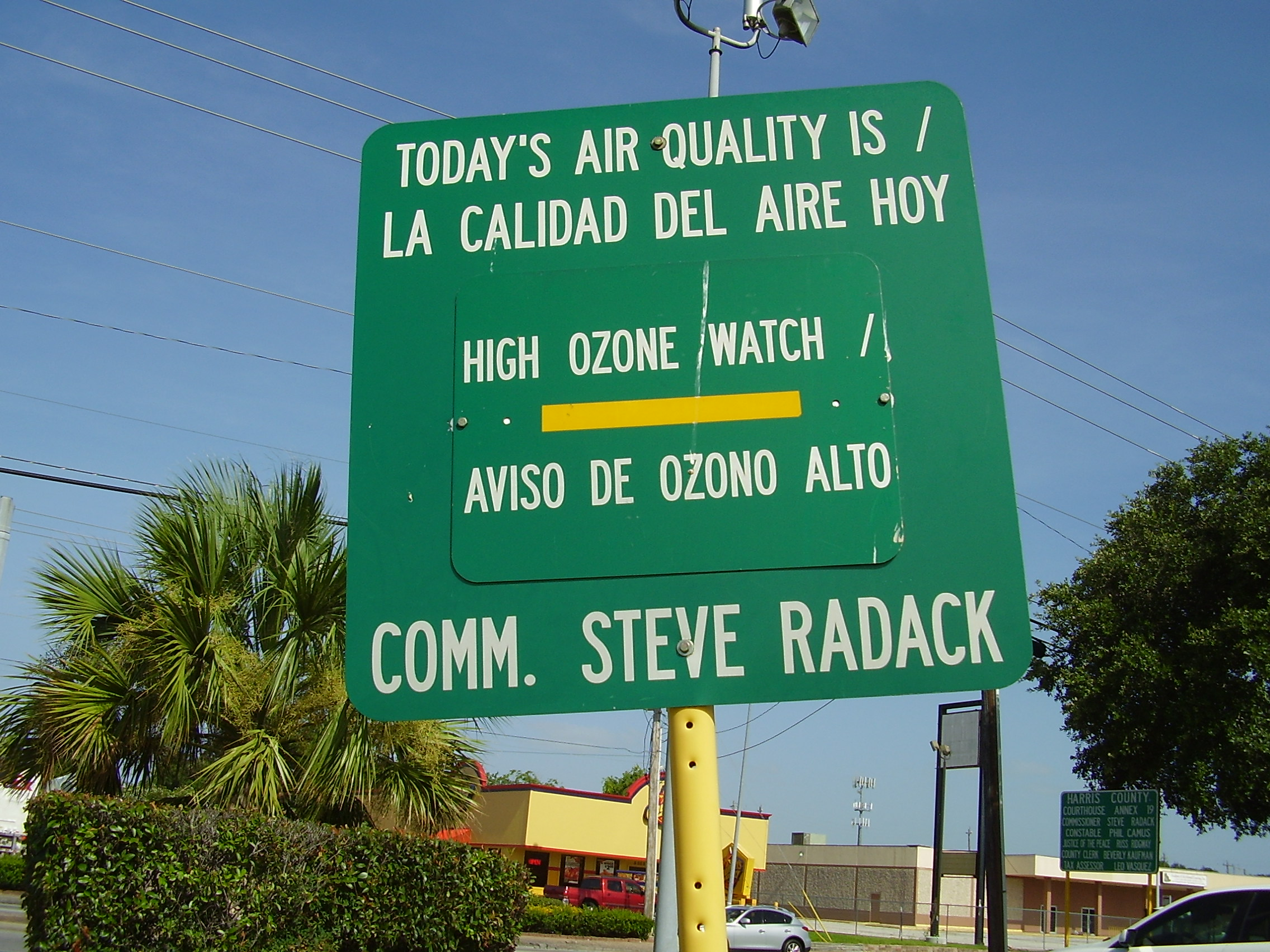
Вивіска в Галфтоні, Г'юстон, яка вказує на озоновий годинник

Зв'язок між поверхневим озоном (також званим приземним озоном) і температурою навколишнього середовища є складним. Зміни температури повітря та вмісту води впливають на хімічний склад повітря та швидкість хімічних реакцій, які створюють і видаляють озон. Швидкість багатьох хімічних реакцій зростає з підвищенням температури та призводить до збільшення утворення озону. Прогнози зміни клімату показують, що підвищення температури та водяної пари в атмосфері, швидше за все, призведе до збільшення озону на поверхні в забруднених районах, таких як схід Сполучених Штатів.
З іншого боку, концентрації озону можуть знизитися в умовах потепління клімату, якщо антропогенні викиди прекурсорів озону (наприклад, оксидів азоту) продовжуватимуть зменшуватися завдяки реалізації політики та практики. Таким чином, майбутні концентрації озону на поверхні залежать від вжитих кроків із пом'якшення зміни клімату (більше чи менше викидів метану), а також від вжитих кроків із контролю забруднення повітря.:884
Високі концентрації озону на поверхні часто виникають під час спеки в Сполучених Штатах. На більшій частині східної частини Сполучених Штатів концентрація озону під час хвиль спеки щонайменше на 20 % перевищує середню літню. Загалом, рівень озону на поверхні є вищим у містах із високим рівнем забруднення повітря.:876 Забруднення озоном у міських районах впливає на більш щільне населення та погіршується великою кількістю транспортних засобів, які викидають забруднюючі речовини NO2 та ЛОР, які є основними причинами проблемного рівня озону.
Існує багато доказів того, що поверхневий озон може зашкодити функції легенів і подразнювати дихальну систему. Вплив озону (і забруднюючих речовин, які його утворюють) пов'язаний із передчасною смертю, астмою, бронхітом, серцевим нападом та іншими серцево-легеневими проблемами. Високі концентрації озону подразнюють легені і, таким чином, впливають на дихальну функцію, особливо у людей з астмою. Люди, які піддаються найбільшому ризику через вдихання забрудненого озоном повітря, це люди з проблемами дихання, діти, люди похилого віку та ті, хто зазвичай проводить тривалий період часу на вулиці, наприклад будівельники.

### Рівень вуглекислого газу та людське пізнання
Більш високі рівні CO2 у приміщенні та на вулиці можуть погіршити людську когнітивність.

### Алергія на пилок

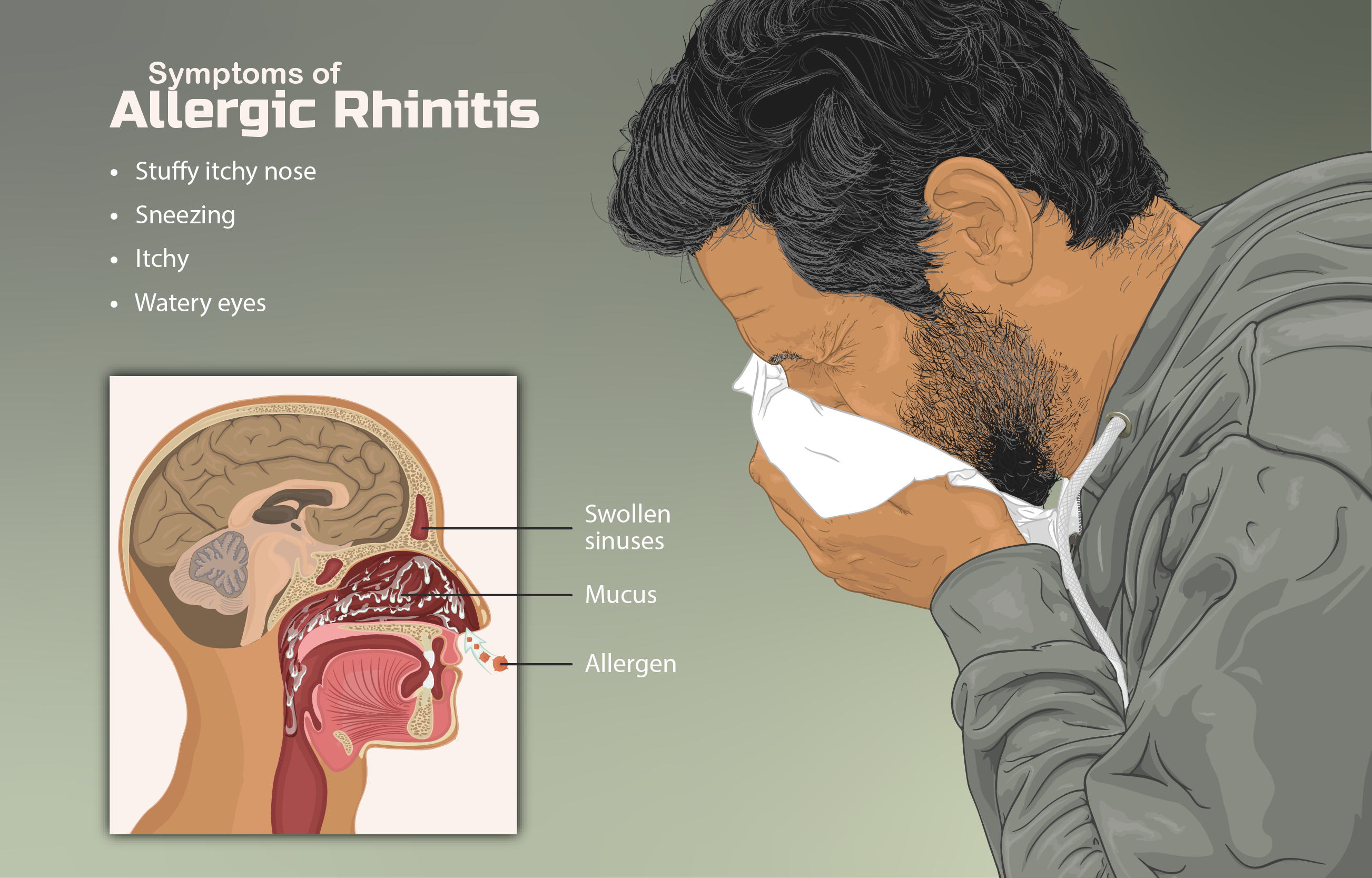
Зображення людини, яка страждає на алергічний риніт

Потепління клімату може призвести до збільшення тривалості сезону та концентрації пилку в деяких регіонах світу. Наприклад, у північних районах середніх широт весняний сезон пилку починається раніше.:1049 Це може вплинути на людей з алергією на пилок (сінна лихоманка). Зростання пилку також відбувається через підвищення концентрації CO2 в атмосфері та, як наслідок, ефекту запліднення CO2.:1096

### Насильство і конфлікти
Зміна клімату може збільшити ризик насильницького конфлікту, який може призвести до травм, таких як бойові травми, і смерті. Конфлікт може виникнути через підвищену схильність до насильства після того, як люди стають більш дратівливими через надмірну спеку. Також можуть мати місце подальші наслідки для здоров'я внаслідок дефіциту ресурсів або міграції людей, які зміна клімату може спричинити або посилити в уже схильних до конфліктів районах.
Проте спостережуваний внесок кліматичних змін у ризик конфлікту невеликий у порівнянні з культурними, соціально-економічними та політичними причинами. Є певні докази того, що міграція із села в місто всередині країни посилює ризик конфлікту в регіонах, схильних до насильства. Але немає доказів того, що міграція між країнами збільшить ризик насильства.:1008,1128

### Аварії
Дослідники виявили, що існує сильна кореляція між вищими зимовими температурами та випадками утоплення у великих озерах, оскільки лід стає тоншим і слабшим.
Наявні дані про вплив зміни клімату на епідеміологію укусів змій обмежені, але очікується, що відбудеться географічний зсув ризику укусу змії: на північ у Північній Америці та на південь у Південній Америці та в Мозамбіку, а також збільшення випадків укусів. на Шрі-Ланці.

## Ризики для здоров'я через брак їжі та води
Зміна клімату впливає на багато аспектів продовольчої безпеки через «численні та взаємопов'язані шляхи».:1619 Багато з них пов'язані з впливом зміни клімату на сільське господарство, наприклад, неврожаї через більш екстремальні погодні явища. Це доповнюється до інших супутніх криз, які знижують продовольчу безпеку в багатьох регіонах. Менша продовольча безпека означає більше недоїдання з усіма пов'язаними з цим проблемами зі здоров'ям. Відсутність продовольчої безпеки зростає на глобальному рівні (деякі з основних причин пов'язані зі зміною клімату, інші — ні), і близько 720—811 мільйонів людей страждали від голоду в 2020 році. :1629
Важко оцінити кількість смертей через зміну доступності їжі, спричинену зміною клімату. Шостий звіт МГЕЗК за 2022 рік не містить кількісної оцінки цього числа в розділі про продовольчу безпеку. Дослідження моделювання 2016 року виявило «пов'язане зі зміною клімату чисте збільшення на 529 000 дорослих смертей у всьому світі […] через очікуване скорочення доступності продуктів харчування (зокрема фруктів і овочів) до 2050 року порівняно з базовим сценарієм без зміни клімату».

### Знижена поживна цінність сільськогосподарських культур
Зміни в атмосферному вуглекислому газі можуть знизити поживну якість деяких культур, наприклад, у пшениці менше білка та деяких мінеральних речовин.:439 Поживна якість рослин C3 (наприклад, пшениця, овес, рис) особливо піддається ризику: очікується зниження рівня білка, а також мінералів (наприклад, цинку та заліза).:1379  Продовольчі культури можуть спостерігати зниження вмісту білка , заліза та цинку в звичайних продовольчих культурах від 3 до 17%. Це прогнозований результат вирощування їжі при очікуваному рівні вуглекислого газу в атмосфері в 2050 році. Використовуючи дані Продовольчої та сільськогосподарської організації ООН, а також інші публічні джерела, автори проаналізували 225 різних основних продуктів харчування, таких як пшениця, рис, кукурудза, овочі, коренеплоди та фрукти.

### Видобуток їжі з океанів
У заголовку 2021 року щодо морської продовольчої безпеки говориться про те, що: «У 2018—2020 роках майже 70 % країн показали підвищення середньої температури поверхні моря в їхніх територіальних водах порівняно з 2003–05 роками, що відображає зростаючу загрозу їхній морській харчовій продуктивності та морська продовольча безпека».:14

### Відсутність водної безпеки

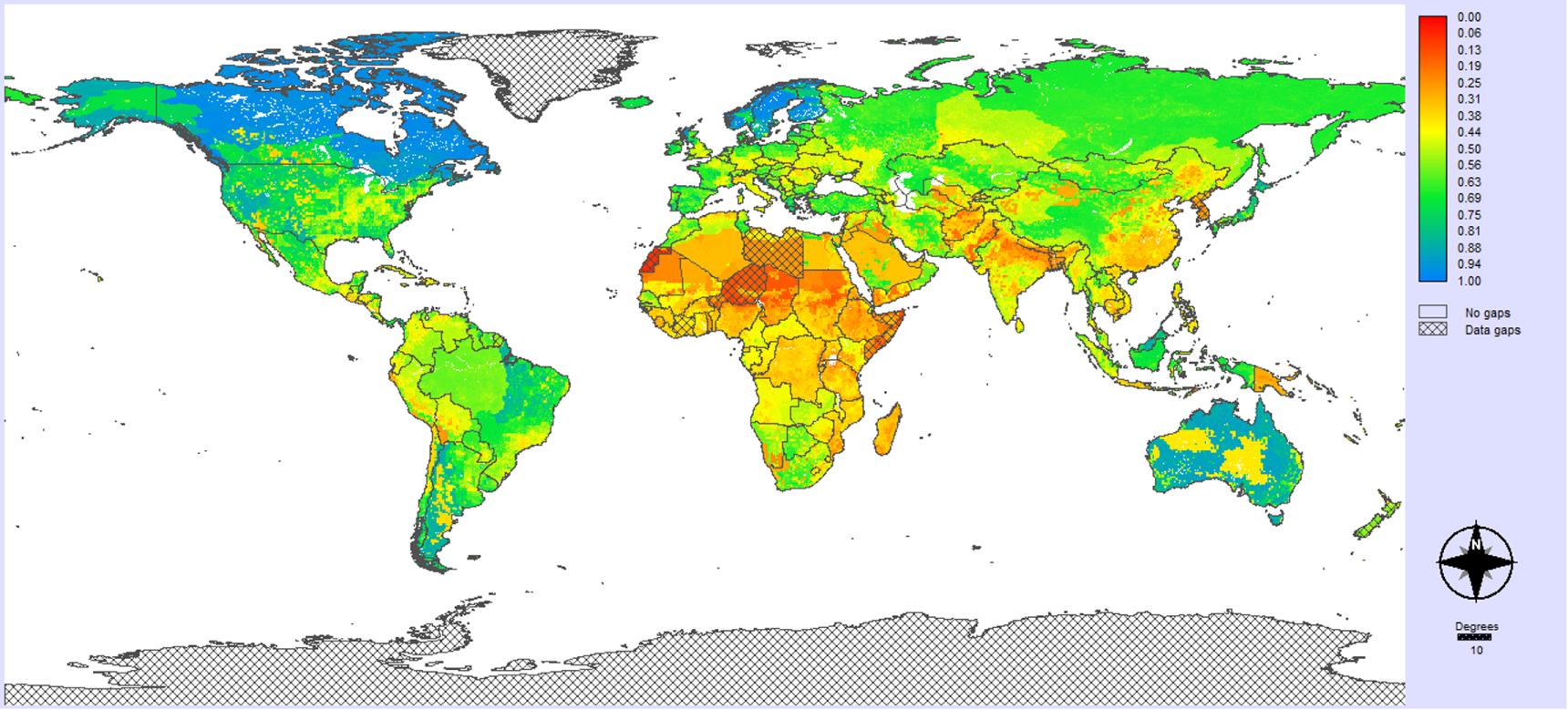
Агрегований глобальний індекс водної безпеки, розрахований за допомогою агрегування доступності води, доступності, безпеки та якості, а також індексів управління. Значення «0–1» (із безперервним кольором «від червоного до синього») означає рівень безпеки «від низького до високого».
Доступ до чистої питної води та санітарії є важливими для здорового життя та благополуччя.
Зміна клімату може по-різному вплинути на водні ресурси. Загальна кількість доступної прісної води може змінюватися, наприклад, через сухі періоди або посухи. Сильні опади та повені можуть вплинути на якість води : забруднюючі речовини можуть переноситися у водойми за рахунок збільшення поверхневого стоку. У прибережних регіонах більше солі може потрапити у водні ресурси через вищий рівень моря та сильніші шторми. Вищі температури також безпосередньо погіршують якість води: тепла вода містить менше кисню. Зміни в кругообігу водизагрожують існуючій і майбутній водній інфраструктурі. Буде важче планувати інвестиції у водну інфраструктуру, оскільки існує значна невизначеність щодо майбутньої мінливості водного циклу.

## Потенційна користь для здоров'я

### Супутні переваги для здоров'я від пом'якшення
Користь для здоров'я (також звана «супутньою користю») від заходів щодо пом'якшення зміни клімату є значною: потенційні заходи можуть не лише пом'якшити майбутній вплив зміни клімату на здоров'я, але й безпосередньо покращити здоров'я. Пом'якшення наслідків зміни клімату взаємопов'язане з різними супутніми перевагами (такими як зменшення забруднення повітря та пов'язані з ним переваги для здоров'я) і те, як воно здійснюється (наприклад, з точки зору розробки політики), також може визначати його вплив на рівень життя (чи і як нерівність і бідність зменшується).
З кліматичними діями пов'язано багато додаткових переваг для здоров'я. До них належать чистіше повітря, здоровіша дієта (наприклад, менше червоного м'яса), більш активний спосіб життя та більше перебування в зелених міських насадженнях.:26 Доступ до міських зелених насаджень також сприяє психічному здоров'ю.:18
Порівняно з поточним сценарієм шляхів (стосовно викидів парникових газів і зусиль із пом'якшення наслідків), «сценарій стійких шляхів», ймовірно, призведе до щорічного скорочення на 1,18 мільйона смертей, пов'язаних із забрудненням повітря, на 5,86 мільйона смертей, пов'язаних з дієтою, і на 1,15 мільйона смертності через відсутність фізичної активності в дев'яти країнах до 2040 року. Ці переваги можна віднести до пом'якшення прямих викидів парникових газів і відповідних заходів, які зменшують вплив шкідливих забруднювачів, а також до покращення дієти та безпечної фізичної активності. Забруднення повітря, спричинене спалюванням викопного палива, є головною рушійною силою глобального потепління та причиною великої кількості щорічних смертей, за деякими оцінками, до  зайвих смертей протягом 2018 року.
Розміщення охорони здоров'я як основного фокусу національно визначених внесків може дати можливість збільшити амбіції та реалізувати супутні переваги здоров'ю.

### Потенційна користь для здоров'я від глобального потепління
Цілком можливо, що потенційна користь для здоров'я від глобального потепління може бути результатом меншої кількості холодних днів взимку.:1099 Це може призвести до деяких переваг для психічного здоров'я. Однак у 2022 році докази цієї кореляції вважаються суперечливими. :1099

## Глобальні оцінки

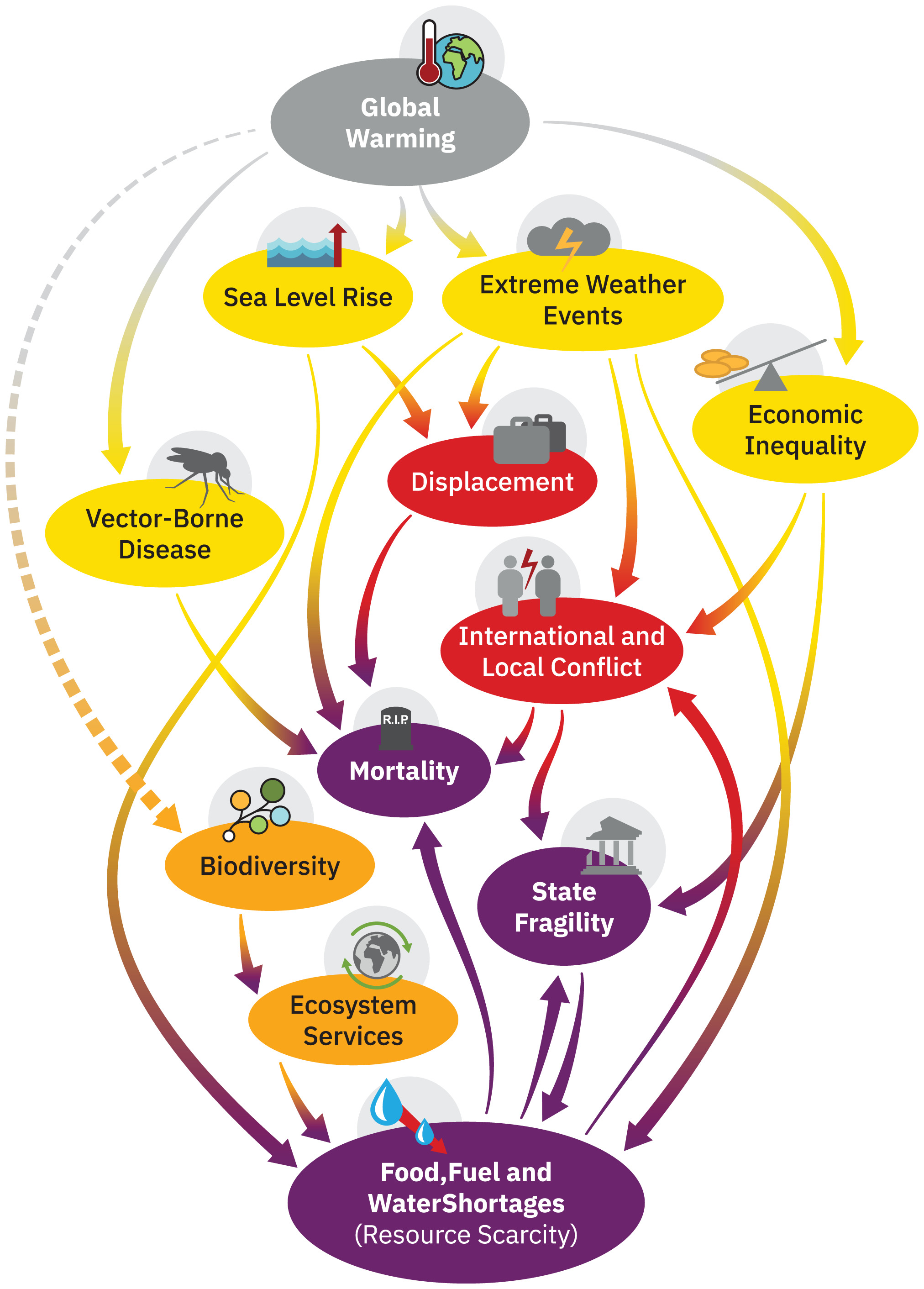
Спрощена концептуальна причинно-наслідкова схема каскадного глобального кліматичного збою, пов'язана з концепцією One Health

Оцінити смертність (смертність) або роки життя з поправкою на інвалідність (захворюваність) від наслідків зміни клімату на глобальному рівні дуже важко. Дослідження 2014 року Всесвітньої організації охорони здоров'я спробувало зробити це та оцінило вплив зміни клімату на здоров'я людини, але не всі наслідки зміни клімату були включені в їх оцінки. Наприклад, були виключені наслідки більш частих і екстремальних штормів. Вони оцінили смертність літніх людей від впливу тепла, збільшення захворюваності на діарею, малярію, лихоманку денге, затоплення узбережжя та недоїдання в дитинстві. Автори підрахували, що зміна клімату призведе до додаткових 250 000 смертей на рік між 2030 і 2050 роками, але також заявили, що «ці цифри не є прогнозом загального впливу зміни клімату на здоров'я, оскільки ми не можемо кількісно визначити кілька важливих причин. шляхи».<
Зміна клімату була причиною 3 % випадків діареї, 3 % випадків малярії та 3,8 % смертей від лихоманки денге в усьому світі в 2004 році. Загальна віднесена смертність становила приблизно 0,2 % смертей у 2004 році; з них 85 % були дитячими смертями. Наслідки більш частих і екстремальних штормів були виключені з цього дослідження.
Очікується, що вплив зміни клімату на здоров'я зростатиме відповідно до прогнозованого поточного глобального потепління для різних сценаріїв зміни клімату.

## Суспільство і культура

### Кліматична справедливість і кліматичні мігранти
Велика частина тягаря для здоров'я, пов'язаного зі зміною клімату, лягає на вразливих груп населення (наприклад, корінне населення та економічно неблагополучні громади). У результаті люди з неблагополучних соціально-демографічних груп відчувають нерівні ризики. Часто ці люди роблять непропорційно низький внесок у спричинене людиною глобальне потепління, що викликає занепокоєння щодо кліматичної справедливості.
Зміна клімату має різноманітний вплив на міграційну діяльність і може призвести до зменшення чи збільшення кількості людей, які мігрують.:1079 Міграційна діяльність може мати вплив на здоров'я та благополуччя, зокрема на психічне здоров'я. Міграцію в контексті зміни клімату можна згрупувати за чотирма типами: адаптивна міграція (див. також адаптація до зміни клімату), вимушена міграція, організоване переселення населення та нерухомість (тобто люди не можуть або не хочуть рухатися, навіть якщо це рекомендовано).:1079

### Комунікаційні стратегії
Дослідження показали, що під час інформування громадськості про зміну клімату це може сприяти залученню, якщо розглядати це як проблему здоров'я, а не як екологічну проблему. Це особливо актуально, якщо порівнювати кадри, пов'язані зі здоров'ям, із тими, які наголошують на приреченості навколишнього середовища, як було поширено в медіа принаймні до 2017 року. Повідомлення про супутні переваги для здоров'я допомагає підтримувати стратегії скорочення парникових газів. Охорона здоров'я, особливо найбільш вразливих верств населення, є першочерговою метою адаптації до змін клімату.

### Відповіді політики
Через значний вплив на здоров'я людини зміна клімату стала серйозною проблемою для політики охорони здоров'я. У 1989 році Агентство з охорони навколишнього середовища Сполучених Штатів випустило 100-сторінковий звіт про глобальне потепління та здоров'я людини. На початку ХХІ століття зміна клімату дедалі більше розглядалася як проблема громадського здоров'я на глобальному рівні, наприклад, у 2006 році в Найробі генеральний секретар ООН Кофі Аннан. З 2018 року такі фактори, як хвиля спеки 2018 року, ефект Грета та звіт IPPC 1,5 °C у жовтні 2018 року ще більше посилили терміновість реагування на зміну клімату як проблему глобального здоров'я.
Світовий банк запропонував структуру, яка може зміцнити системи охорони здоров'я, щоб зробити їх більш стійкими та чутливими до клімату.